# Kees Ouwens
Cornelis Johannes (Kees) Ouwens (Zeist, 27 juni 1944 – Heemstede, 24 augustus 2004) was een Nederlands dichter en schrijver van romans. Hij debuteerde in 1968 met "Arcadia". Ouwens schreef ook proza, maar verwierf vooral een plaats in de Nederlandse literatuur als experimenteel dichter.
Ouwens beschouwde het schrijven als een zoektocht. Zijn fascinatie met het taalspel verleidde hem er soms toe de begrijpelijkheid of het grammaticaal voor de hand liggende te veronachtzamen met het doel de exactheid van uitdrukking in de zorgvuldig opgebouwde talige realiteit. Hierdoor wordt hij weleens als 'hermetisch' dichter bestempeld, terwijl anderen zijn oeuvre juist daardoor, samen met dat van andere grote naoorlogse dichters als Jacques Hamelink en Hans Faverey, als verrijkend voor het Nederlandstalige dichtersidioom ervaren.
In 2002 verschenen zijn gedichten in de verzamelbundel "Alle gedichten tot dusver". Een jaar later bundelde uitgever Meulenhoff zijn verhalend proza in "Alle romans tot dusver". In 2005 verscheen bij Meulenhoff postuum, maar nog geheel door hemzelf geredigeerd, de gedichtenbundel "Ben jij het, ik?".
In 1976 ontving Ouwens de Van der Hoogprijs. Hij werd in 2002 onderscheiden voor zijn gehele oeuvre met de Constantijn Huygensprijs. Ook ontving hij de VSB-prijs voor "Mythologieën".
Kees Ouwens overleed in augustus 2004 op 60-jarige leeftijd na een langdurig ziekbed in Heemstede.

## Prijzen
- 1976 - Lucy B. en C.W. van der Hoogtprijs voor Als een beek
- 1983 - Trevanian-poëzieprijs voor zijn gehele oeuvre
- 1985 - Jan Campert-prijs voor Klem
- 1998 - Herman Gorterprijs voor Van de verliezer en de lichtbron
- 2001 - VSB Poëzieprijs voor Mythologieën
- 2002 - Constantijn Huygens-prijs voor zijn gehele oeuvre

## Werken
- 1968 - Arcadia (gedichten)
- 1968 - De strategie (roman)
- 1973 - Intieme handelingen (gedichten)
- 1975 - Als een beek (gedichten)
- 1984 - Klem (gedichten)
- 1987 - De eenzaamheid door genot (roman)
- 1988 - Droom (gedichten)
- 1994 - Een twee drie vier (roman)
- 1994 - 'Uit een brief', in: Terug naar Rose van James Purdy
- 1995 - Afdankingen (gedichten)
- 1996 - Van de verliezer en de lichtbron (gedichten)
- 1998 - Helis' mythe (roman)
- 2000 - Mythologieën (gedichten)
- 2002 - Alle gedichten tot dusver
- 2003 - Alle romans tot dusver
- 2005 - Ben jij het, ik? (gedichten - postuum)